# Podkylava
Podkylava este o comună slovacă, aflată în districtul Myjava din regiunea Trenčín. Localitatea se află la altitudinea de 246 m deasupra n.m., se întinde pe o suprafață de 8,47 km2 și în 2017 număra 232 de locuitori.

## Istoric
Localitatea Podkylava este atestată documentar din 1709.

## Demografie
| An:                | 1994 | 2004    | 2014   | 2024   |
| ------------------ | ---- | ------- | ------ | ------ |
| Număr de persoane: | 322  | 249     | 226    | 244    |
| Diferență:         |      | −22,67% | −9,23% | +7,96% |

| An:                | 2023 | 2024   |
| ------------------ | ---- | ------ |
| Număr de persoane: | 246  | 244    |
| Diferență:         |      | −0,81% |